# Leptohyphes lestes
Leptohyphes lestes är en dagsländeart som beskrevs av Allen och Brusca 1973. Leptohyphes lestes ingår i släktet Leptohyphes och familjen Leptohyphidae. Inga underarter finns listade i Catalogue of Life.